# كلة رش بايين
كلة رش بايين هي قرية في مقاطعة سلماس، إيران. عدد سكان هذه القرية هو 313 في سنة 2006.